# Erving Goffman
Erving Goffman (født 11. juni 1922, død 19. november 1982) var en canadisk mikrosociolog. Goffman tog sin B.A. ved universitetet i Toronto i 1945 og sin M.A. og Ph.D. ved universitetet i Chicago i henholdsvis 1949 og 1953. Goffman udviklede teorier, der kan karakteriseres som symbolsk interaktionisme.

## Goffman og symbolsk interaktionisme
Goffman er nok mest kendt for sin teori om individets dramatisering af sig selv i hverdagslivet. Ifølge denne teori er hverdagsinteraktion kendetegnet ved, at aktørerne sammen opretholder en given definition af situationen. Udgangspunktet for dette er, at alle har et selvbillede – et face – som de investerer i situationen. Dette skal forstås sådan, at aktøren i en aktion handler og taler i overensstemmelse med sit eget face og samtidigt hjælper andre med at handle i overensstemmelse med deres face.
Ved på denne måde at hjælpe hinanden med at opretholde hinandens faces, opretholdes en fælles foretrukken definition af, hvad der foregår i situationen. Aktiviteten at opretholde sit og andres face, kaldte Goffman for facework. Goffmans pointe er, at denne form for interaktion finder sted i alle typer af situationer
To andre centrale begreber i Goffmans teori er backstage (bag scenen) og frontstage (på scenen). Med disse begreber forstår Goffman handlinger som noget, der i en given situation kan betragtes som frontstage eller backstage. Front stage-aktivitet kan ses som alt det, der bliver foretaget for at opretholde det fælles indtryk i en situation. På denne måde er Back stage-aktivitet alt det, der er uforeneligt med front stage, og som derfor bliver holdt tilbage.

## Indramning af interaktion
En anden del af Goffmans teoriarbejde handler om, hvordan individer indrammer interaktion for at gøre det muligt at forstå, hvad der foregår. Goffman kaldte dette framing.

## Goffmans teori i anvendelse
Goffman blev især kendt for sine analyser af psykiatriske hospitaler, hvor han beskriver institutionaliseringen af patienterne som et resultat af hospitalernes bureaukratiske opbygning. Men hans teori kan anvendes til analyse af mange forskellige typer af situationer. Goffman var fænomenolog og udviklede således sin teori på baggrund af et utal af empiriske observationer. Derfor er hans teori forholdsvis enkel at operationalisere og bruge i konkrete analyser
Et eksempel kunne være ved familiefrokoster, hvor en onkel har for vane at drikke sig beruset og fortælle upassende vittigheder. Onklen ved godt, at det, han gør, er upassende, men for at beholde sin selvrespekt vil han konstant observere de andres adfærd for at finde tegn på, at han ikke er upassende, men blot sjov. Samtidigt vil familien forsøge at opføre sig som om at de ikke finder onklen upassende, men at de synes, at han er sjov. Onklen vil sikkert nemt kunne se, at familien faktisk ikke bryder sig om hans adfærd, og familien vil også bemærke, at han bemærker dette. Dermed ved alle, at onklens adfærd er upassende, men for at undgå, at situationen kan defineres som 'alkoholisk onkel skaber ballade i familien' vil alle lade som om, at der blot er tale om en familie med en vittig onkel. Goffman vil her sige, at dette rollespil finder sted for at bevare onklens og familiens faces.
Et andet eksempel kunne være et møde mellem en sælger og en kunde i en branche, hvor der er tale om dyre produkter af høj kvalitet. Her vil sælgeren sikkert klæde sig stilfuldt i dyre mærker, skrive med en god kuglepen og vise, at han lytter opmærksomt til kunden. Alt sammen for at justere sin fremtoning og situationen i forhold til, at der bliver solgt dyre kvalitetsprodukter. Dét, som sker i denne situation vil med Goffmans termer være frontstageaktivitet. Efter mødet, når kunden er gået, taler sælgeren måske med en kollega, hvor han udtrykker overraskelse over, at kunden ikke var i stand til at gennemskue, at produkterne faktisk har en række mangler på trods af den høje pris. Dette vil dermed være backstageaktivitet, fordi den bryder med den dramatisering, han foretog frontstage.

## Goffmans syn på individet
Goffman repræsenterer en art anti-essentialisme.

## Kritik af Goffman
Hvis man ikke anerkender Goffmans fokus på, at det er det situationelle, der definerer individets udfoldelsesmuligheder, kan han kritiseres for fuldstændigt at ignorere betydningen af samfundsmæssige makrostrukturer.